# 안수빈
안수빈(1988년 4월 7일 ~) 은 대한민국의 배우이다.

## 학력
- 수원여자고등학교 졸업
- 청운대학교 방송연기학과 졸업

## 출연

### 드라마
- 2016년 SBS 주말 미니시리즈 《미녀 공심이》 ... 저승사자 김 대리 역
- 2016년 SBS 드라마스페셜 《원티드》 ... 김양희 역
- 2016년 ~ 2017년 SBS 드라마스페셜 《푸른 바다의 전설》
- 2017년 SBS 월화 미니시리즈 《피고인》 ... 별장녀 역
- 2017년 SBS 드라마스페셜 《사임당 빛의 일기》 ... 치마부인 역
- 2018년 KBS2 수목 미니시리즈 《당신의 하우스헬퍼》 ... 여 손님2 역
- 2019년 MBC 월화 미니시리즈 《특별근로감독관 조장풍》 ... 심현숙 역
- 2019년 MBC 수목 미니시리즈 《더 뱅커》 ... 행원 역
- 2019년 MBC 토요 특별기획 드라마 《이몽》 ... 하나코 역
- 2018년 ~ 2019년 MBC 월화 미니시리즈 《나쁜 형사》 ... 여순경 역
- 2019년 SBS 금토 미니시리즈 《배가본드》
- 2020년 tvN 주말 미니시리즈 《하이바이, 마마!》 ... 서우의 유치원 선생님 역
- 2020년 SBS 금토 미니시리즈 《굿캐스팅》
- 2020년 TV조선 주말 미니시리즈 《바람과 구름과 비》 ... 단이 역
- 2020년 ~ 2021년 KAKAO TV 웹 드라마 《도시남녀의 사랑법》
- 2021년 ~ 2022년 SBS 월화 미니시리즈 《그 해 우리는》 ... 안미연 역
- 2022년 KBS2 월화 미니시리즈 《징크스의 연인》
- 2022년 MBC 금토 미니시리즈 《닥터 로이어》 ... 반석원 고객관리사 역
- 2022년 ENA 수목 미니시리즈 《이상한 변호사 우영우》
- 2022년 tvN 수목 미니시리즈 《월수금화목토》
- 2022년 tvN 주말 미니시리즈 《슈룹》
- 2023년 JTBC 토일 미니시리즈 《대행사》 ... 김지원 대리 역

### 영화
- 2015년 영화 《해어화》 ... 성인 기생들 역
- 2015년 영화 《냉소주의자》 ... 아림 역
- 2016년 영화 《특별시민》 ... 경호원 2 역
- 2016년 영화 《대장김창수》 ... 게이샤 역

### 뮤지컬
- 2010년: 친정엄마
- 2011년: 피크를 던져라 (지아 역)
- 2012년: DREAM (RK 역)
- 2013년: 바람이 불어오는 곳 (박선영 역)